# Saison 2023 de l'équipe cycliste masculine Jumbo-Visma
La saison 2023 de l'équipe cycliste Jumbo-Visma est la vingt-huitième de cette équipe.

## Coureurs et encadrement technique

### Effectif
| Coureur              | Date de Nais.     | Nationalité | Équipe en 2022     | Vict. | Cont.             | Maillot dist.              |
| -------------------- | ----------------- | ----------- | ------------------ | ----- | ----------------- | -------------------------- |
| Edoardo Affini       | 24 juin 1996      | Italie      | Jumbo-Visma        | 0     | 01/2021 - 12/2026 |                            |
| Tiesj Benoot         | 11 mars 1994      | Belgique    | Jumbo-Visma        | 1     | 01/2022 - 12/2025 |                            |
| Koen Bouwman         | 2 décembre 1993   | Pays-Bas    | Jumbo-Visma        | 0     | 01/2016 - 12/2024 |                            |
| Rohan Dennis         | 28 mai 1990       | Australie   | Jumbo-Visma        | 1     | 01/2022 - 12/2023 |                            |
| Tobias Foss          | 25 mai 1997       | Norvège     | Jumbo-Visma        | 0     | 01/2020 - 12/2023 |                            |
| Robert Gesink        | 31 mai 1986       | Pays-Bas    | Jumbo-Visma        | 0     | 01/2007 - 12/2024 |                            |
| Thomas Gloag         | 13 septembre 2001 | Royaume-Uni | Trinity Racing     | 0     | 01/2023 - 12/2025 |                            |
| Michel Hessmann      | 6 avril 2001      | Allemagne   | Jumbo-Visma        | 0     | 01/2022 - 12/2024 |                            |
| Lennard Hofstede     | 29 décembre 1994  | Pays-Bas    | Jumbo-Visma        | 0     | 01/2019 - 12/2023 |                            |
| Wilco Kelderman      | 25 mars 1991      | Pays-Bas    | Bora-Hansgrohe     | 0     | 01/2023 - 12/2025 |                            |
| Olav Kooij           | 17 octobre 2001   | Pays-Bas    | Jumbo-Visma        | 13    | 02/2021 - 12/2025 |                            |
| Steven Kruijswijk    | 7 juin 1987       | Pays-Bas    | Jumbo-Visma        | 0     | 01/2010 - 12/2025 |                            |
| Sepp Kuss            | 13 septembre 1994 | États-Unis  | Jumbo-Visma        | 2     | 01/2018 - 12/2024 |                            |
| Christophe Laporte   | 11 décembre 1992  | France      | Jumbo-Visma        | 5     | 01/2022 - 12/2026 | - Route                    |
| Gijs Leemreize       | 23 octobre 1999   | Pays-Bas    | Jumbo-Visma        | 0     | 01/2021 - 12/2023 |                            |
| Sam Oomen            | 15 août 1995      | Pays-Bas    | Jumbo-Visma        | 0     | 01/2021 - 12/2023 |                            |
| Primož Roglič        | 29 octobre 1989   | Slovénie    | Jumbo-Visma        | 15    | 01/2016 - 12/2023 |                            |
| Timo Roosen          | 11 janvier 1993   | Pays-Bas    | Jumbo-Visma        | 0     | 01/2015 - 12/2023 |                            |
| Jan Tratnik          | 23 février 1990   | Slovénie    | Bahrain Victorious | 0     | 01/2023 - 12/2024 |                            |
| Milan Vader          | 18 février 1996   | Pays-Bas    | Jumbo-Visma        | 2     | 01/2022 - 12/2024 |                            |
| Attila Valter        | 12 juin 1998      | Hongrie     | Groupama-FDJ       | 2     | 01/2023 - 12/2025 | - Route - Contre-la-montre |
| Wout van Aert        | 15 septembre 1994 | Belgique    | Jumbo-Visma        | 5     | 03/2019 - 12/2026 | - Contre-la-montre         |
| Dylan van Baarle     | 21 mai 1992       | Pays-Bas    | Ineos Grenadiers   | 2     | 01/2023 - 12/2025 | - Route                    |
| Tosh Van der Sande   | 28 novembre 1990  | Belgique    | Jumbo-Visma        | 0     | 01/2022 - 12/2025 |                            |
| Mick van Dijke       | 15 mars 2000      | Pays-Bas    | Jumbo-Visma        | 0     | 09/2021 - 12/2024 |                            |
| Tim van Dijke        | 15 mars 2000      | Pays-Bas    | Jumbo-Visma        | 0     | 01/2022 - 12/2024 |                            |
| Jos van Emden        | 18 février 1985   | Pays-Bas    | Jumbo-Visma        | 1     | 09/2008 - 12/2023 | - Contre-la-montre         |
| Nathan Van Hooydonck | 12 octobre 1995   | Belgique    | Jumbo-Visma        | 0     | 01/2021 - 09/2023 |                            |
| Jonas Vingegaard     | 10 décembre 1996  | Danemark    | Jumbo-Visma        | 15    | 01/2019 - 12/2027 |                            |

## Champions nationaux, continentaux et mondiaux
| Date              | Course                                         | Maillot | Coureurs           | Pays     | Lieu           |
| ----------------- | ---------------------------------------------- | ------- | ------------------ | -------- | -------------- |
| 21 juin 2023      | Championnat des Pays-Bas du contre-la-montre   |         | Jos van Emden      | Pays-Bas | Elspeet        |
| 22 juin 2023      | Championnat de Hongrie du contre-la-montre     |         | Attila Valter      | Hongrie  | Debrecen       |
| 22 juin 2023      | Championnat de Belgique du contre-la-montre    |         | Wout van Aert      | Belgique | Herzele        |
| 25 juin 2023      | Championnat de Hongrie de cyclisme sur route   |         | Attila Valter      | Hongrie  |                |
| 25 juin 2023      | Championnat des Pays-Bas de cyclisme sur route |         | Dylan van Baarle   | Pays-Bas | Sittard-Geleen |
| 24 septembre 2023 | Championnat d'Europe sur route                 |         | Christophe Laporte | Pays-Bas | Col du Vam     |

## Classement UCI par équipes
Le classement UCI par équipes se calcule en comptabilisant les points des 20 meilleurs coureurs de l'équipe. Ce classement est calculé avec les points acquis lors de l'année civile. Au terme d'une période de trois ans (2023-2025), les dix-huit meilleures équipes recevront une licence World Tour pour la prochaine période (2026-2028).
| Classement UCI (par équipes) au 17 octobre 2023. | Classement UCI (par équipes) au 17 octobre 2023. | Classement UCI (par équipes) au 17 octobre 2023. | Classement UCI (par équipes) au 17 octobre 2023. | Classement UCI (par équipes) au 17 octobre 2023. |
| #                                                | Pays                                             | Pts. 2023                                        | Diff.                                            |                                                  |
| ------------------------------------------------ | ------------------------------------------------ | ------------------------------------------------ | ------------------------------------------------ | ------------------------------------------------ |
| 1                                                | UAE Team Emirates                                | 30963,18                                         | -                                                |                                                  |
| 2                                                | Jumbo-Visma                                      | 29654,45                                         | 1303,73                                          |                                                  |
| 3                                                | Soudal Quick-Step                                | 18702,85                                         | 10951,60                                         |                                                  |
| 4                                                | Ineos Grenadiers                                 | 17760,93                                         | 941,92                                           |                                                  |
| 5                                                | Lidl-Trek                                        | 16054,45                                         | 1706,48                                          |                                                  |
| 6                                                | Bahrain Victorious                               | 15787,81                                         | 266,64                                           |                                                  |
| 7                                                | Groupama-FDJ                                     | 14834,51                                         | 953,30                                           |                                                  |
| 8                                                | Alpecin-Deceuninck                               | 14519,25                                         | 315,26                                           |                                                  |
| 9                                                | Lotto Dstny                                      | 14112,83                                         | 406,42                                           |                                                  |
| 10                                               | Bora-Hansgrohe                                   | 13325,13                                         | 787,45                                           |                                                  |
| 11                                               | EF Education-EasyPost                            | 11818,69                                         | 1506,44                                          |                                                  |
| 12                                               | Movistar                                         | 10989,53                                         | 829,16                                           |                                                  |
| 13                                               | Team Jayco AlUla                                 | 10737,65                                         | 251,88                                           |                                                  |
| 14                                               | Intermarché-Circus-Wanty                         | 10492,28                                         | 245,37                                           |                                                  |
| 15                                               | Cofidis                                          | 10437,41                                         | 54,87                                            |                                                  |
| 16                                               | Israel-Premier Tech                              | 10022,00                                         | 415,41                                           |                                                  |
| 17                                               | DSM-Firmenich                                    | 9102,20                                          | 919,80                                           |                                                  |
| 18                                               | AG2R Citroën                                     | 9096,00                                          | 6,20                                             |                                                  |
| 19                                               | Team Arkéa-Samsic                                | 7229,00                                          | 1867,00                                          |                                                  |
| 20                                               | Astana Qazaqstan                                 | 7044,44                                          | 184,56                                           |                                                  |
| 21                                               | Uno-X Pro                                        | 6569,00                                          | 478,44                                           |                                                  |
| 22                                               | TotalEnergies                                    | 5765,00                                          | 804,00                                           |                                                  |

| Liste des vingt coureurs marquant des points pour le classement UCI par équipes 2023. | Liste des vingt coureurs marquant des points pour le classement UCI par équipes 2023. | Liste des vingt coureurs marquant des points pour le classement UCI par équipes 2023. |
| #                                                                                     | Coureur                                                                               | Points                                                                                |
| ------------------------------------------------------------------------------------- | ------------------------------------------------------------------------------------- | ------------------------------------------------------------------------------------- |
| 1                                                                                     | Jonas Vingegaard                                                                      | 6304,07                                                                               |
| 2                                                                                     | Primož Roglič                                                                         | 5603,36                                                                               |
| 3                                                                                     | Wout van Aert                                                                         | 4762                                                                                  |
| 4                                                                                     | Sepp Kuss                                                                             | 2615,50                                                                               |
| 5                                                                                     | Christophe Laporte                                                                    | 2311                                                                                  |
| 6                                                                                     | Olav Kooij                                                                            | 1907,57                                                                               |
| 7                                                                                     | Tiesj Benoot                                                                          | 1773                                                                                  |
| 8                                                                                     | Attila Valter                                                                         | 794,36                                                                                |
| 9                                                                                     | Dylan van Baarle                                                                      | 538,50                                                                                |
| 10                                                                                    | Wilco Kelderman                                                                       | 535,50                                                                                |
| 11                                                                                    | Milan Vader                                                                           | 464,00                                                                                |
| 12                                                                                    | Nathan Van Hooydonck                                                                  | 452,57                                                                                |
| 13                                                                                    | Tim van Dijke                                                                         | 362,33                                                                                |
| 14                                                                                    | Tobias Foss                                                                           | 264,57                                                                                |
| 15                                                                                    | Rohan Dennis                                                                          | 223,57                                                                                |
| 16                                                                                    | Koen Bouwman                                                                          | 205,86                                                                                |
| 17                                                                                    | Thomas Gloag                                                                          | 175                                                                                   |
| 18                                                                                    | Jan Tratnik                                                                           | 141,93                                                                                |
| 19                                                                                    | Edoardo Affini                                                                        | 112,76                                                                                |
| 20                                                                                    | Sam Oomen                                                                             | 107                                                                                   |
| TOTAL                                                                                 | TOTAL                                                                                 | 29654,45                                                                              |

## Classement UCI individuel en fin de saison
| 2   | Jonas Vingegaard   | 6304,07 |
| 4   | Primož Roglič      | 5603,36 |
| 5   | Wout van Aert      | 4762,00 |
| 16  | Sepp Kuss          | 2615,50 |
| 18  | Christophe Laporte | 2311,00 |
| 30  | Olav Kooij         | 1907,57 |
| 32  | Tiesj Benoot       | 1773,00 |
| 112 | Attila Valter      | 794,36  |
| 174 | Dylan van Baarle   | 538,50  |
| 176 | Wilco Kelderman    | 535,50  |

| 196 | Milan Vader          | 464,00 |
| 203 | Nathan Van Hooydonck | 452,57 |
| 257 | Tim van Dijke        | 362,33 |
| 336 | Tobias Foss          | 264,57 |
| 383 | Rohan Dennis         | 223,57 |
| 418 | Koen Bouwman         | 205,86 |
| 482 | Thomas Gloag         | 175,00 |
| 552 | Jan Tratnik          | 141,93 |
| 652 | Edoardo Affini       | 112,76 |
| 674 | Sam Oomen            | 107,00 |

| 752  | Jos van Emden      | 93,33 |
| 805  | Michel Hessmann    | 84,00 |
| 1221 | Mick van Dijke     | 43,00 |
| 1530 | Robert Gesink      | 28,36 |
| 1858 | Gijs Leemreize     | 18,86 |
| 1862 | Tosh Van der Sande | 18,00 |
| 2042 | Steven Kruijswijk  | 13,00 |
| 3055 | Timo Roosen        | 2,00  |
| -    | Lennard Hofstede   | 0,00  |